# فهرست آتشفشان‌های گرجستان
این نوشتار فهرستی است از آتشفشان‌های فعال و غیرفعال در گرجستان.
| نام          | ارتقاع | ارتقاع | موقعیت                                          | آخرین فوران               |
| نام          | متر    | فوت    | مختصات                                          | آخرین فوران               |
| ------------ | ------ | ------ | ----------------------------------------------- | ------------------------- |
| دزائو        |        |        |                                                 | ۲۰۰٬۰۰۰ - ۱۰۰٬۰۰۰ سال پیش |
| کابارگین     | ۳۶۵۰   | ۱۱۹۷۵  | ۴۲°۳۳′شمالی ۴۴°۰۰′شرقی / ۴۲٫۵۵°شمالی ۴۴٫۰۰°شرقی | هولوسن                    |
| قازبگی       | ۵۰۵۰   | ۱۶٬۵۶۸ | ۴۲°۴۲′شمالی ۴۴°۳۰′شرقی / ۴۲٫۷۰°شمالی ۴۴٫۵۰°شرقی | ۷۵۰ پیش از میلاد          |
| ارتفاعات کلی | ۳۷۵۰   | ۱۲٬۳۰۳ | ۴۲°۲۷′شمالی ۴۴°۱۵′شرقی / ۴۲٫۴۵°شمالی ۴۴٫۲۵°شرقی | هولوسن                    |
| کوه سامساری  | ۳۲۸۵   | ۱۰٬۷۷۸ | ۴۱°۱۹′شمالی ۴۳°۲۴′شرقی / ۴۱٫۳۲°شمالی ۴۳٫۴۰°شرقی | اواخر کواترنری            |